# Ніна Річчі
Марі Аделаїда Ньєлі (Maria Adelaide Nielle), відома як Ні́на Рі́ччі (фр. Nina Ricci, нар. 14 січня 1883, Турин, Італія — пом. 30 листопада 1970, Париж, Франція) — французька модельєрка-дизайнерка італійського походження. Засновниця власного успішного бренду «Nina Ricci».

## Біографія
Марі Аделаїда Ньєлі народилася в місті Турин в Італії в 1883 році в родині шевця. У сім'ї дівчину частіше називали Ніна. Невдовзі разом з сім'єю її батько вирішує переїхати в Монте-Карло в пошуках багатих клієнтів. Лазурний берег вважався головним місцем відпочинку світських дам. У 1895 році батько помер, і сім'я опинилася в скрутному матеріальному становищі. 

### Початок кар'єри
З 13 років дівчина почала вчитися на кравчиню і одночасно працювати разом з матір'ю в галантерейному магазині. Через деякий час вона змінює місце роботи — влаштовується на роботу в дім моди. Вона прасувала речі, пришивала до них ґудзики. Завдяки своїм старанням вона пройшла кар'єрний шлях від молодшої до старшої модистки. Отримала звання першої модистки, коли їй було всього 18 років. А ще через деякий час сама змогла найняти кравців, які вже шили одяг за її власними ескізами. Одного дня на автобусній зупинці її побачив квіткар Луї Річчі (Luis Ricci). У 1904 році вона одружилася з ним і стала Марією Річчі. Народила сина Роберт, однак сімейне життя не склалося і пара незабаром розлучилася. Але Ніна побажала залишити прізвище чоловіка, а своє ім'я назавжди залишити в минулому. 

### Робота в «Раффін»
Тепер Ніна мусила працювати ще більше, адже у неї на руках залишилася мала дитина, яку вона хотіла забезпечити усім найкращим. У 1908 році Ніна влаштувалась на роботу в дім моди «Раффін» дизайнеркою. Сина Ніна виховувала одна. Не знаючи втоми, вона поступово піднімалася кар'єрними сходами. Її ім'я стає відомим всьому Парижу. Минає 10 років, і Ніна Річчі стає співвласницею компанії. Вона отримала все, чого хотіла. Тепер Ніна Річчі стала багатою дамою, вона їздить на білому розкішному кадилаку і постійно носить перлові намиста, не знімаючи їх навіть вночі. Згодом дім «Раффін» закривають через фінансові труднощі, але Річчі це не турбує, оскільки їй на той вже 49 років, і вона заробила на спокійну забезпечену старість: виростила сина, була всім задоволена і мріяла тепер тільки про спокій.

## Заснування і успіх дому Nina Ricci
У 1932 році у 50-річному віці Ніна Річчі, піддавшись на умовляння улюбленого сина, відкрила власний дім моди в Парижі на вулиці Капуцинів, 20. Перші ж покази принесли сімейному дуету вдачу. Тепер, крім багатства, Ніна Річчі отримала ще й всесвітню популярність. Син займався бізнесом і фінансами, брав активну участь в роботі компанії. Він був талановитим бізнесменом, завдяки чому фірма Nina Ricci захопила ринки 130 країн по всьому світу. Мати і син стали власниками цілої модної імперії. Ніна чудово знала потреби і примхи буржуазії, представники якої були основними клієнтами дому Nina Ricci. Ці люди бажали отримати якість і елегантність за прийнятною ціною. Перші колекції Nina Ricci підкорили всіх поєднанням вишуканого стилю і практичності. Ніна Річчі продавала свої вироби в 3 рази дешевше, ніж Ланвін і Пуаро. Nina Ricci входить в число провідних виробників одягу у Франції в розпал світової фінансової кризи. У 1930-ті Nina Ricci стрімко розвивався і займав 11 поверхів в трьох будинках, включаючи відділ аксесуарів та виробів зі шкіри. Роберт Річчі успадкував від матері художній талант, поєднавши його з власним комерційним. Бажаючи розширити популярність компанії та збільшити її прибутки, він приходить до рішення, що прийшов час створити перші жіночі парфуми від Nina Ricci. Роберт найняв парфумерів, і, в результаті довгої роботи, в 1946 році з'явилися парфуми Coeur Joie. Дизайн флакона розробив Марк Лалік (Mark Lalik) — шкільний друг Роберта. Новостворені парфуми мали приголомшливий успіх. Це надихнуло власників компанії на створення ще одного аромату, яким стали парфуми L'Air du Temps. Ці парфуми знайшли популярність не тільки у Франції, але й далеко за її межами. Існує легенда, що ці парфуми Роберт присвятив коханій і створював їх з особливою ніжністю, тому аромат досі не втрачає популярності. Марк Лалік знову розробий дизайн флакона. Ковпачок прикрашений парою голубів — символом любові та миру, а скло — рельєфними квітами, які створив художник Крістіан Берар (Christian Bérard).

## Дім Nina Ricci після смерті Ніни
Працівники компанії називали Ніну Річчі «королевою». Ніна Річі померла 30 листопада (на її могилі вказано 29 листопада) 1970 року, їй було 87 років. Похована в Парижі. Роберт продовжував керувати компанією до самої смерті в 1988 році. Після нього справу продовжив Жиль Фуш (Gille Fuche) — пасинок Ніни. Розробку колекцій в свої руки взяв бельгійський дизайнер Жюль-Франсуа Крае (Jules-François Crahay). У 1979 році майстерня Ніни Річчі переїжджає на нове місце, тепер вона розташовується на вулиці Монтань, яка знаходилась в одному з найпрестижніших кварталів міста. Офіс компанії займав цілих 5 поверхів, на яких вмістилися кілька студій, майстерень, бутиків і демонстраційних залів. Звідси здійснюється керівництво всією діяльністю модної імперії Nina Ricci, яка займається виробництвом одягу, шкіряних виробів, аксесуарів, годинників, ювелірної продукції тощо.

## Стиль Nina Ricci
Свого часу Ніна Річчі одягала половину Парижа і була справжнім символом французького шику в жіночному його втіленні. Головним секретом дизайнерки був крій. Вона створювала одяг прямо на моделях. Класичний костюм, варіації на тему маленької чорної сукні, сукня-піджак — ось основа її перших колекцій. Річчі робила наголос на класику і не помилялася. Ідеальний крій, досконалість виконання, якісна обробка та помірні ціни незмінно залучали покупчинь. Як правило, основні асоціації з ім'ям Ніни Річчі: бездоганний силует, абсолютна жіночність, якість, елегантність і свіжість ідеї, яку критики потім відзначать як непереможну життєрадісність. А ще вона на власному прикладі демонструвала власні ідеали жіночності. Щоранку, рівно о пів на восьму, її відвідував перукар, і вже через годину в прекрасному капелюшку і елегантному класичному костюмі вона сідала в свій білий кадилак. Модельєрка з найпростіших речей з легкістю створювала шедеври моди. Звичайну блузку за допомогою декору вона перетворювала на витвір мистецтва. Банти, красиві ґудзики, стрічки присутні у багатьох виробах від Річчі. Сама Ніна повністю дотримувалася стилю, створеного її фірмою. Вона завжди виглядала елегантно. Оточуючих незмінно приваблювала в ній краса, манери, чарівність, а також її спокій, впевненість і почуття власної гідності. Стиль Ніни Річчі завжди був стриманим, навіть трохи суворим, при цьому романтичним і жіночним.